# Voskresenskiy (Mondkrater)
Voskresenskiy ist ein Einschlagkrater am nordwestlichen Rand der Mondvorderseite.
Er liegt nördlich von Bartels und westlich von Russell.
Der Wall ist erodiert und weist Terrassierung auf. Das Innere ist eben.
| Buchstabe | Position           | Durchmesser | Link |
| --------- | ------------------ | ----------- | ---- |
| K         | 28,74° N, 84,17° W | 34 km       |      |

Der Krater wurde 1970 von der IAU nach dem russischen Raketeningenieur Leonid Alexandrowitsch Woskressenski offiziell benannt.